# Jardín Botánico de Nueva York
El Jardín Botánico de Nueva York (en inglés: New York Botanical Garden) es uno de los principales jardines botánicos de los Estados Unidos de América, situado en el Bronx, en Nueva York. 
Con una extensión de 1 km², alberga 48 diferentes jardines y colecciones de plantas. Fue declarado Hito Histórico Nacional de los Estados Unidos en 1967.
El código de identificación del New York Botanical Garden como miembro del "Botanic Gardens Conservation International" (BGCI), así como las siglas de su herbario es NY.

## Localización
El jardín se encuentra en el n.º 2900 de Southern Boulevard lindando con Kazimiroff Boulevard en el distrito del Bronx en la ciudad de Nueva York.
Planos y vistas satelitales.40°51′49″N 73°52′42″O / 40.86361, -73.87833

## Historia
El jardín se fundó en 1891 sobre una parte de la finca « Belmont » propiedad del magnate del tabaco Pierre Lorillard (1833-1901) gracias a una colecta de fondos organizada por el botánico Nathaniel Lord Britton de la Universidad de Columbia (1859-1934) que quería seguir el ejemplo del Real Jardín Botánico de Kew cerca de Londres. 
Fue declarada Hito Histórico Nacional de los Estados Unidos en 1967.

## Colecciones
Los paseantes puede pasar en su aproximadamente un km² de extensión, un día agradable admirando sus 48 diferentes jardines y colecciones de plantas, su serena cascada, sus estanques con colecciones de plantas acuáticas, y sus 50 acres (200,000 m²) de bosque americano de Naturaleza Virgen tal como lo encontraron los colonos europeos en el siglo XVII, con robles, hayas americanas, cerezos, abedules, tuliperos, fresnos, ... —algunos con más de doscientos años—. Además del bosque en los márgenes del río Bronx incluye una garganta de rivera, con rápidos, y junto a sus orillas se encuentra un molino Lorillard de 1840.
Además otras secciones importantes:

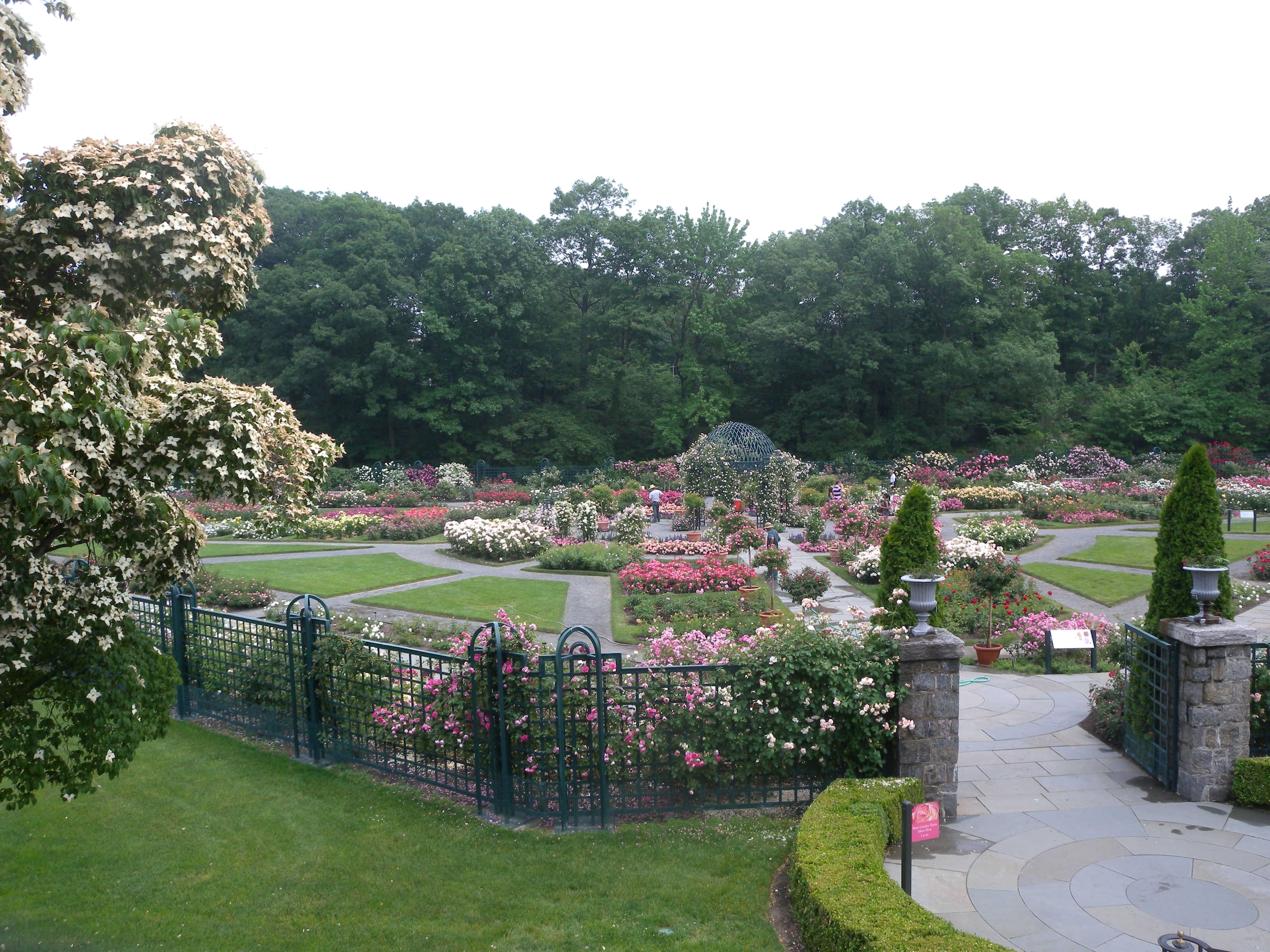
La rosaleda de Peggy Rockefeller.

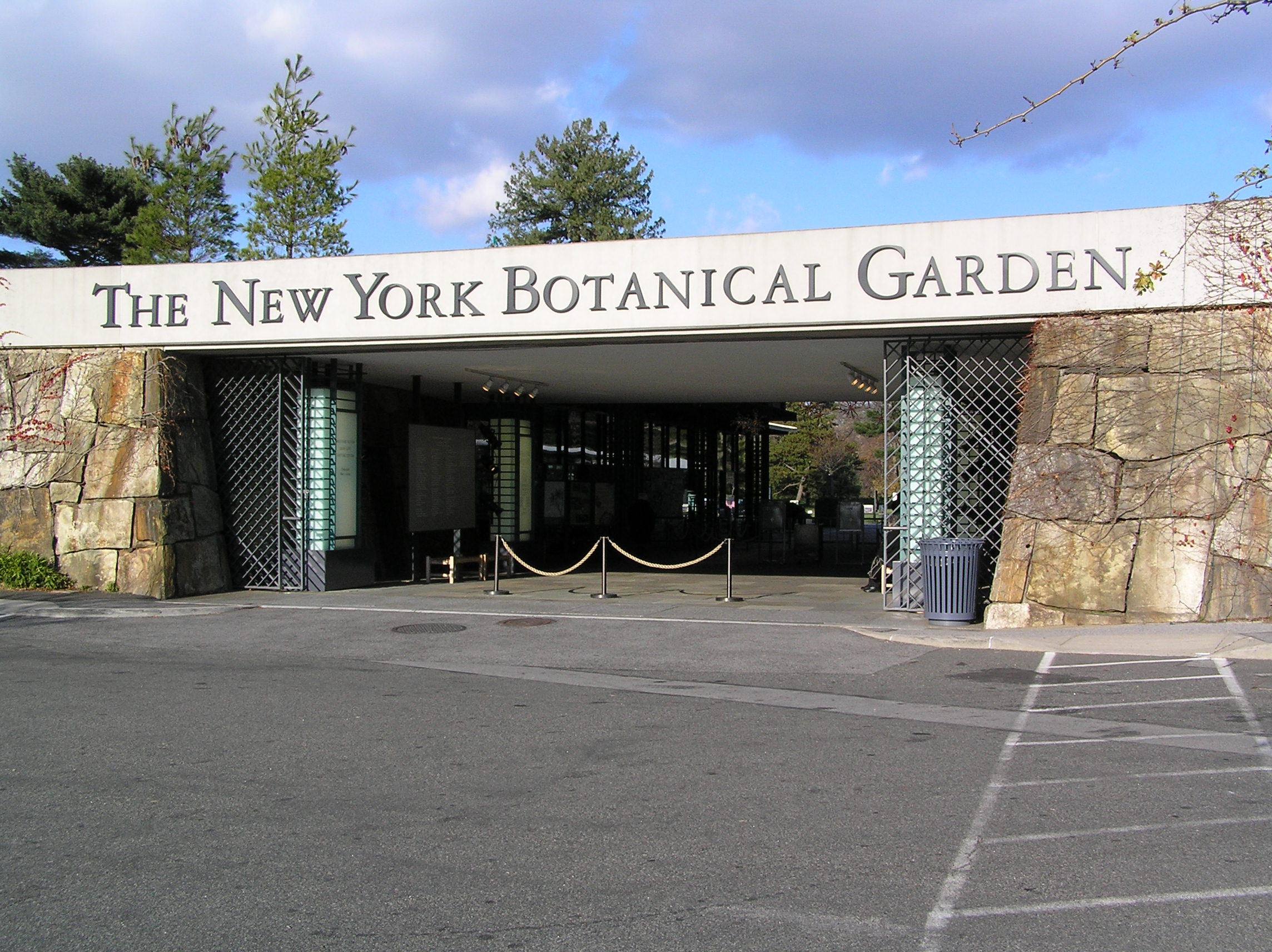
La entrada principal del NYBG.

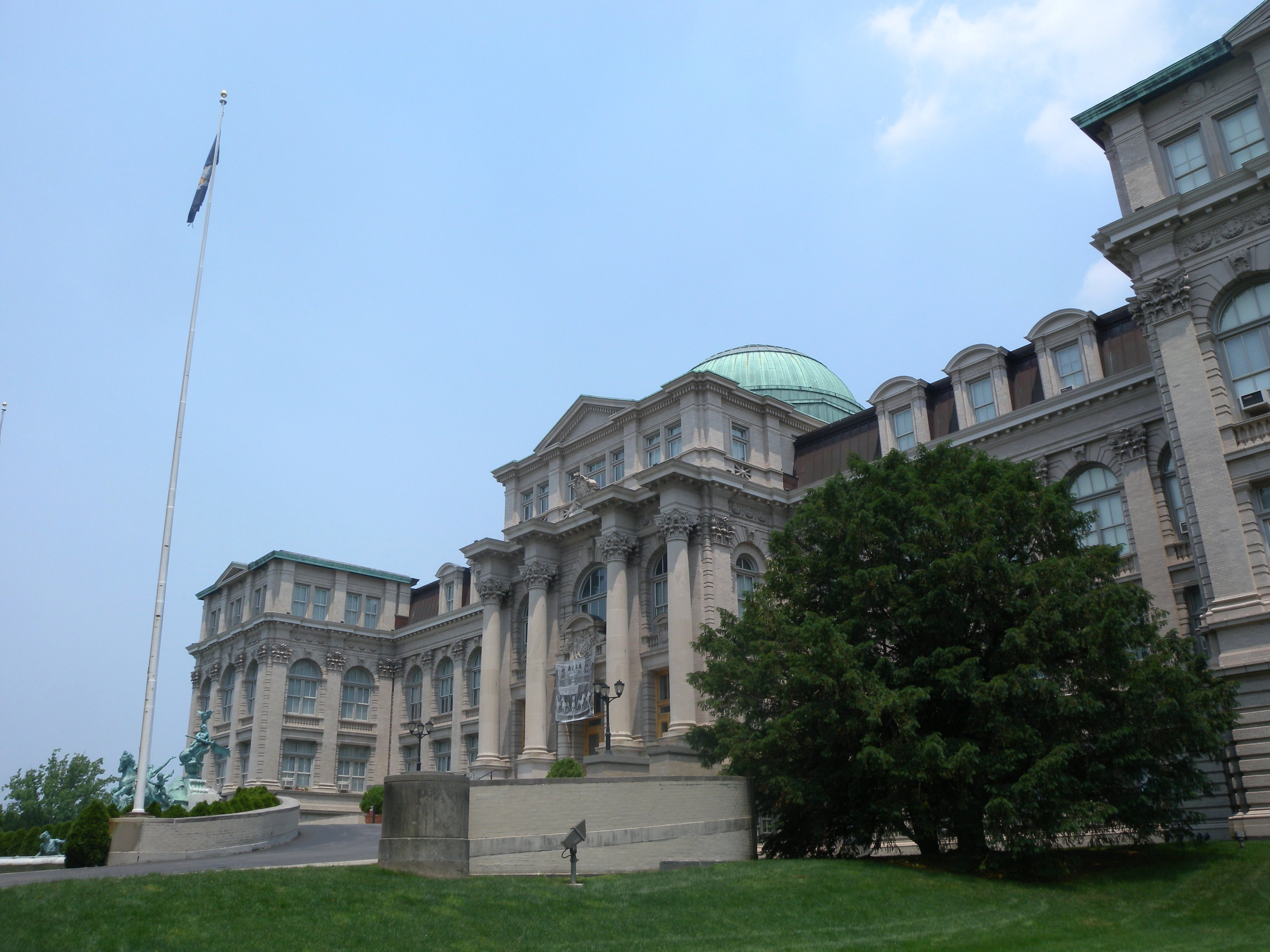
La sede del NYBG.

- El Enid A. Haupt Conservatory, Invernadero de hierro forjado de estilo de Palacio de Cristal del año 1890
- La Rosaleda Peggy Rockefeller memorial rose garden donativo de Beatrix Farrand en 1916
- Un jardín de grava japonés
- Arboretum, con énfasis en Acer con 32 spp., 70 taxones
- Pinetum, 37 acres (150,000 m²) de una colección de coníferas, con énfasis en Pinaceae
- Colección de Aizoaceae
- Arecaceae
- Bromeliaceae
- Cactaceae
- Crassulaceae
- Cupressaceae
- Cycadaceae
- Hamamelidaceae
- Orchidaceae
- Taxodiaceae
- Aloe con 45 spp., 45 taxones,
- Clematis con 5 spp., 67 taxones,
- Conophytum con 36 spp., 36 taxones
- Viveros
- Biblioteca de 50,000 volúmenes
- Herbario con cientos de miles de especímenes

## Centro de investigación
En el Jardín botánico se encuentra el «Pfizer Plant Research Laboratory» (Laboratorio Pfizer de Investigación Vegetal) construido con la financiación de la administración nacional, del estado de Nueva York y del «National Oceanic and Atmospheric Administration» (NOAA) (Administración Nacional Oceánica y Atmosférica) y nombrado por su donante privado más grande, es una nueva institución de investigación muy importante en el jardín que se abrió en el 2006. 
El laboratorio es una institución de investigación pura, con proyectos más diversificados que la investigación que se hace en universidades y compañías farmacéuticas. El énfasis de la investigación del laboratorio está enfocado en el genoma de la planta, el estudio de cómo los genes funcionan en el desarrollo de la planta. Los científicos esperan contestar a la pregunta del misterio "abominable" de Darwin; cuándo, dónde, y por qué emergieron las plantas de flor. 
La investigación del laboratorio también fomenta la disciplina de la sistemática molecular, el estudio de la DNA como evidencia que pueda revelar la historia y las relaciones evolutivas de las especies de plantas. El personal científico también estudia el uso de las plantas en las comunidades inmigrantes en la ciudad de Nueva York y los mecanismos genéticos por los cuales las neurotoxinas se producen en algunas plantas, un trabajo que se puede relacionar con las neuropatías en seres humanos. 
El laboratorio consta de un equipo de 200 investigadores profesionales y 42 estudiantes doctorales procedentes de todo el mundo.
Desde 1890, los científicos del jardín botánico de Nueva York han realizado unas 2.000 misiones exploratorias a través del planeta para recoger plantas en su medio silvestre.
En el laboratorio de bioquímica vegetal, se extraen los compuestos bioquímicos de las plantas, para crear una biblioteca de DNA de las plantas del mundo y se almacena en una sección de almacenaje de DNA, con 20 congeladores que albergan muestras de millones de especímenes que incluyen especies raras, en peligro o extintas en la naturaleza. Para protegerlos durante las posibles interrupciones de suministro de la energía en invierno, hay un generador eléctrico de reserva de 300 kilovatios.

## Publicaciones
New York Botanical Garden Press es el responsable de la publicación de varias revistas académicas, periódicos y de una serie de libros. Entre sus publicaciones pueden encontrarse:
- Advances in Economic Botany
- Botanical Review
- Brittonia
- Contributions from The New York Botanical Garden
- Flora Neotropica
- Intermountain Flora
- Memoirs of The New York Botanical Garden
- North American Flora